# Michel Campiche
Pour les articles homonymes, voir Campiche.
Michel Campiche, né le 5 août 1922 à Lausanne et mort le 5 décembre 2024, est un écrivain, historien et enseignant vaudois.

## Biographie
Michel Campiche fait ses études au collège de Saint-Maurice et à l'université de Fribourg, puis enseigne durant de longues années. Après un important travail de recherche, il publie une étude historique, La Réforme en Pays de Vaud. 
C'est en 1979, après sa retraite, qu'il se lance dans la création littéraire avec un premier roman à trame autobiographique, L'Enfant triste (1979), qui raconte l'histoire d'un jeune garçon pris dans une spirale destructrice entre les problèmes scolaires et familiaux.
Après avoir publié la suite de ce livre et parlé de ses années d'études de collège dans L'Escale du Rhône, il écrit des nouvelles, regroupées dans le recueil Dimanche des mères, centrées autour de son thème de prédilection, l'absence de communication entre les êtres. On lui doit également un recueil de réflexions et de maximes intitulé Du haut de la solitude (1985).
Il habite à Saint-Sulpice, séjourne à Sugnens, village du Gros-de-Vaud, qu'il adopte il y a plus de cinquante ans.
Michel Campiche meurt le 5 décembre 2024, à l'âge de 102 ans.

## Publications
- Moments d'une vie, Bernard Campiche éditeur, coll. « camPoche », 2009 Réunit L'Enfant triste (L'Aire, 1979), L'Escale du Rhône (Bernard Campiche éditeur, 1991) et Journal de mémoire (inédit).

## Prix
- 1991 : Prix Edmond-Troillet pour L'Escale du Rhône[3]
- 1994 : Prix de l'Association des écrivains de langue française

## Sources
- « Michel Campiche », sur la base de données des personnalités vaudoises sur la plateforme « Patrinum » de la Bibliothèque cantonale et universitaire de Lausanne.
- A.-L. Delacrétaz, D. Maggetti, Écrivaines et écrivains d'aujourd'hui, 2002, p. 58
- Histoire de la littérature en Suisse romande, sous la dir. de R. Francillon, vol. 4, p. 231-232, p. 437, présentation de l'éditeur